# باول إدموندسون
باول إدموندسون (بالإنجليزية: Paul Edmondson)‏ هو متسابق دراجات نارية بريطاني، ولد في 17 يوليو 1969 في أوتلي ‏ في المملكة المتحدة.